# Kurt Alwin Lade

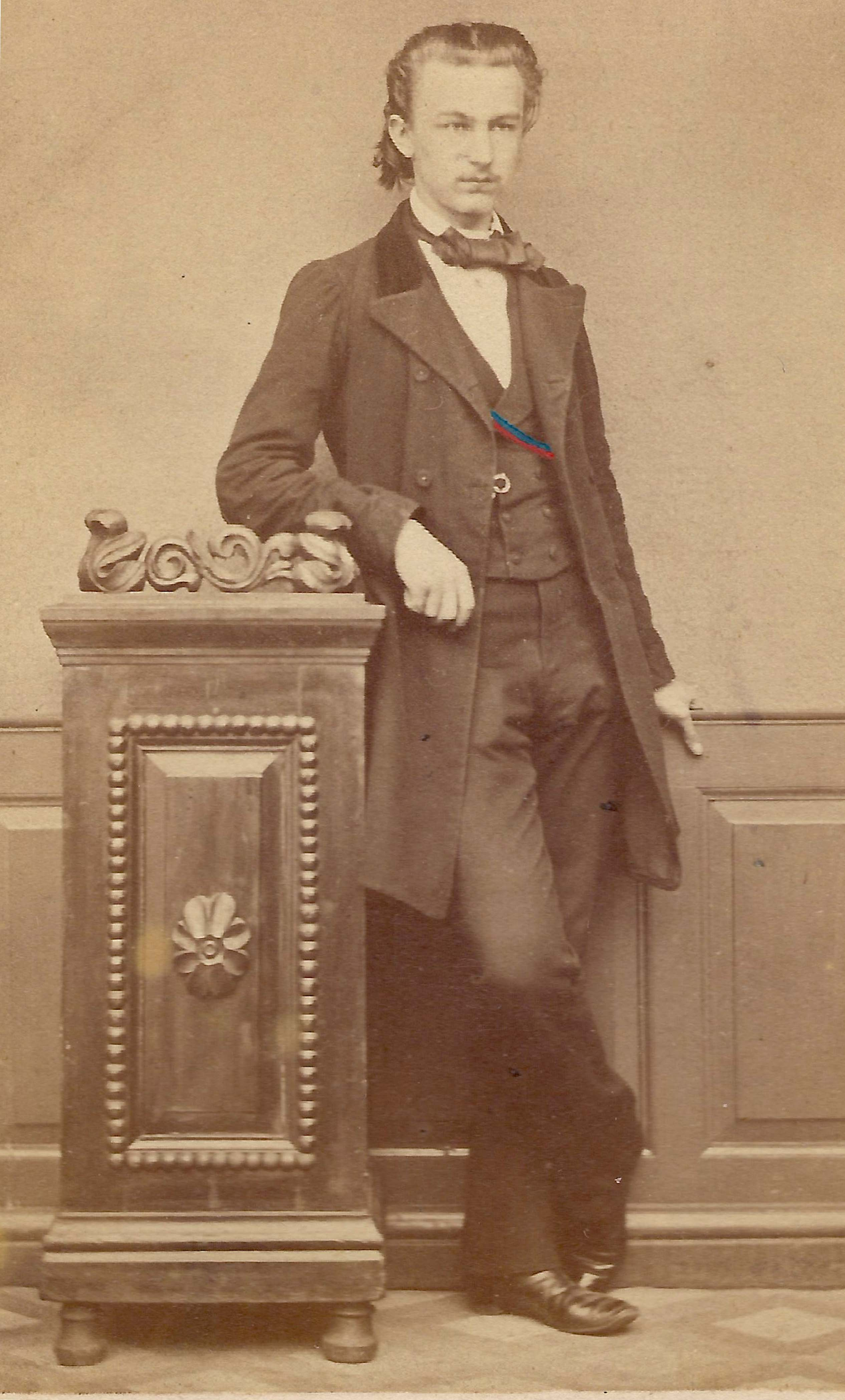
Alwin Lade als „Lausitzerfuchs“ (1864)

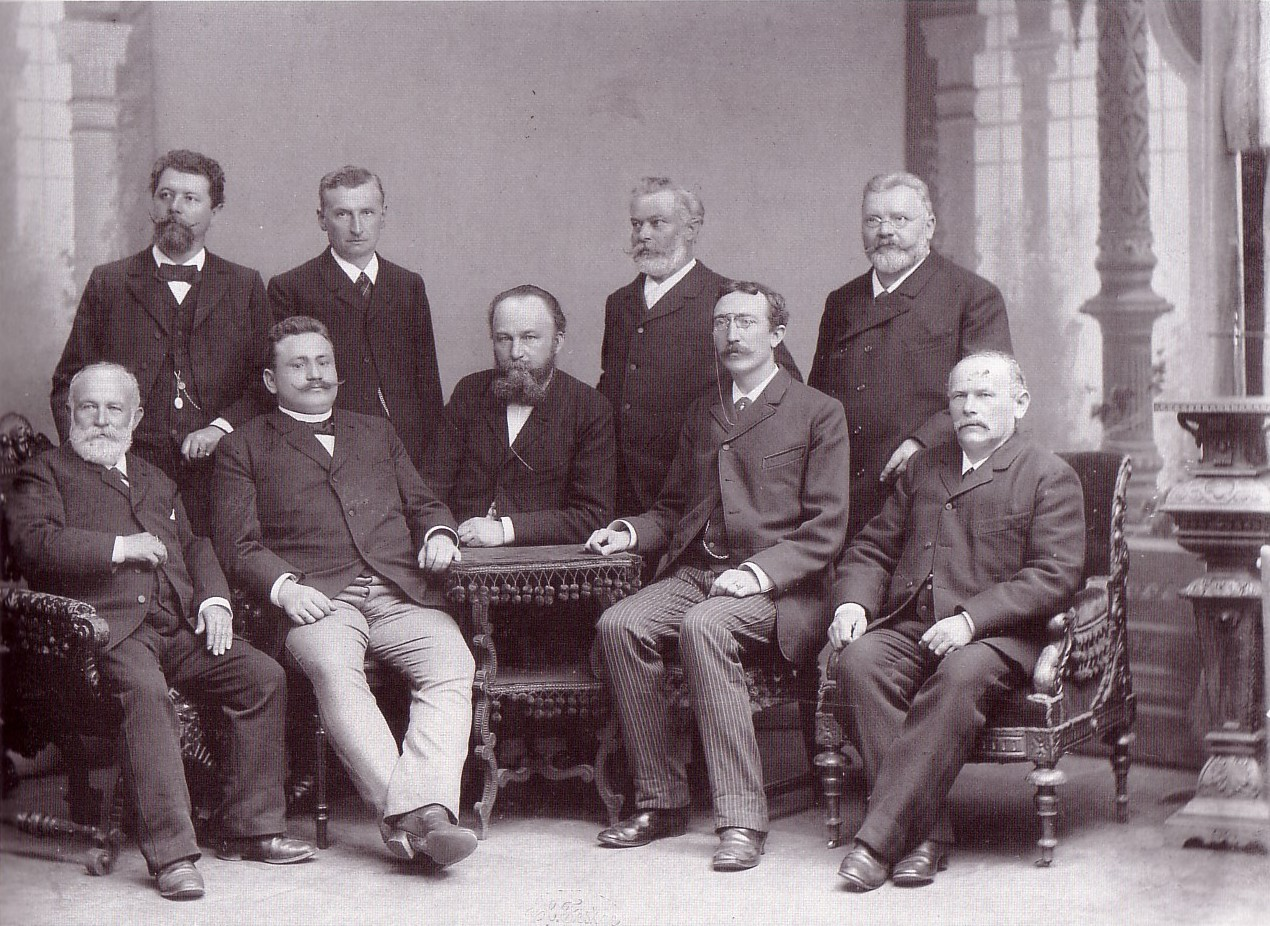
Geraer Stadtrat mit Oberbürgermeister Lade (1893)

Kurt Alwin Lade, auch Kurt Albin Lade, genannt Ruick (* 19. Januar 1843 in Kamenz; † 8. Mai 1922 in Dresden) war ein deutscher Kommunalpolitiker und Oberbürgermeister der Stadt Gera von 1881 bis 1898.

## Werdegang
Lades Vater Carl Anton Lade, genannt Ruick, war Stadtrat und Oberamts-Regierungsadvokat in Kamenz. Lade besuchte das Gymnasium in Zittau und studierte danach von 1863 bis 1870 Rechtswissenschaft an der Universität Leipzig, wo er 1864 in das Corps Lusatia Leipzig eintrat. Nach dem Studium wurde er Akzessist beim Königlich Sächsischen Gerichtsamt Kamenz, anschließend Referendar beim Gerichtsamt Reichenbach im Vogtland. Von 1874 bis 1879 war er Zweiter Rat beim Plauener Stadtrat.
Am 6. Mai 1881 wählte der Geraer Stadtrat Lade zum Oberbürgermeister, am 16. Juni desselben Jahres trat er mit der Verleihung der Bürgerrechte sein Amt an.
Infolge der Industrialisierung wuchs Gera in den letzten Jahrzehnten des 19. Jahrhunderts sehr rasch – hatte es 1880 noch rund 27.000 Einwohner gezählt, so waren es 1900 bereits 45.000. In die Amtszeit Lades fielen unter anderem die Einweihung der Lutherschule (1883) und des neuen Schulgebäudes für das Gymnasium Rutheneum (1887), die Eröffnung der Geraer Straßenbahn als zweites Straßenbahnnetz in Deutschland (22. Februar 1892) und die Gründung des Arbeiter-Turnerbundes in Gera (1893).
Lades ursprünglich vorgesehene sechsjährige Amtszeit wurde im Frühjahr 1885 auf sechzehn Jahre verlängert, um seiner geplanten Ernennung zum Bürgermeister von Schleswig vorzubeugen. 1898 musste er jedoch nach einem einstimmigen Misstrauensvotum des Gemeinderates seinen Rücktritt einreichen, den der Gemeinderat am 15. April 1898 annahm. Begründet wurde das Misstrauensvotum mit einer Verhaltensänderung Lades seit seiner letzten Wahl. Unter anderem wurde ihm vorgeworfen, dass für ein der Frau des Oberbürgermeisters gehörendes Gut eine Hypothek über 12.000 Mark aus einer städtischen Stiftung ausgeliehen und die Zinsen nicht pünktlich bezahlt worden seien. Zudem hieß es, dass Lades Frau wiederholt Eier und Butter zu überhöhten Preisen an das städtische Krankenhaus verkauft habe.
Lades Amtszeit als Oberbürgermeister endete am 6. August 1898; er verzog daraufhin nach Dresden, wo er 1922 starb. Zu seinem Nachfolger als Oberbürgermeister wurde Ludwig Ernst Huhn im Oktober 1898 gewählt.
Vom 31. Oktober 1883 bis zum 14. September 1887 und vom 27. Oktober 1895 bis zum 16. September 1898 war er Mitglied im Landtag Reuß jüngerer Linie.